# Carboneros
Carboneros es una localidad y municipio español de la provincia de Jaén, Andalucía, situado en la comarca de Sierra Morena. Tiene una población de 597 habitantes (INE 2024).

## Historia
Esta población se fundó en 1768, por iniciativa del rey Carlos III, rigiéndose por el Fuero de Población de 1767 por el que se fundaron las Nuevas Poblaciones de Sierra Morena bajo la dirección del superintendente  Pablo de Olavide y Jáuregui. 

## Geografía
Integrado en la comarca de Sierra Morena de la provincia de Jaén, se sitúa a 60 kilómetros de la capital provincial. El término municipal está atravesado por la Autovía del Sur (A-4) entre los pK 273 y 277.
El relieve del municipio presenta una morfología muy variada en la que se pueden diferenciar tres zonas. La zona noroeste es la más montañosa, con un relieve abrupto y numerosos arroyos, propio de Sierra Morena, con alturas que oscilan entre los 450 y los 600 metros. La zona central presenta un relieve más suave y alomado, con una altura máxima de 528 metros. La zona sureste presenta un relieve más irregular y es donde se sitúa el embalse de la Fernandina que represa las aguas del río Guarrizas. El pueblo se alza a 406 metros sobre el nivel del mar.
| Noroeste: Baños de la Encina | Norte: La Carolina | Noreste: La Carolina |
| Oeste: Baños de la Encina    |                    | Este: Vilches        |
| Suroeste: Guarromán          | Sur: Guarromán     | Sureste: Linares     |

## Geografía humana

### Demografía
Cuenta con una población de 597 habitantes (INE 2024).
| Gráfica de evolución demográfica de Carboneros entre 1842 y 2021                                                      |
| |
| Población de derecho según los censos de población del INE. Población de hecho según los censos de población del INE. |

## Economía

### Evolución de la deuda viva municipal
| Gráfica de evolución de deuda viva del Ayuntamiento de Carboneros entre 2008 y 2019                                |
| |
| Deuda viva del Ayuntamiento de Carboneros en miles de euros según datos del Ministerio de Hacienda y Ad. Públicas. |

## Organización político-administrativa

### Elecciones municipales
| Elecciones municipales desde 1979                      |      |      |      |      |      |      |      |      |      |      |      |      |
|                                                        | 1979 | 1983 | 1987 | 1991 | 1995 | 1999 | 2003 | 2007 | 2011 | 2015 | 2019 | 2023 |
| PSOE                                                   | 3    | 4    | 5    | 5    | 3    | 5    | 3    | 4    | 4    | 4    | 5    | 5    |
| AP/PP                                                  | -    | 2    | -    | 2    | 1    | 1    | 3    | 3    | 3    | 3    | 2    | 2    |
| PCE/IU                                                 | 1    | 1    | 0    | 0    | 1    | 0    | 0    | -    | -    | -    | 0    | -    |
| UCD                                                    | 3    | -    | -    | -    | -    | -    | -    | -    | -    | -    | -    | -    |
| AIPS                                                   | -    | -    | 2    | -    | -    | -    | -    | -    | -    | -    | -    | -    |
| FADI                                                   | -    | -    | -    | -    | 2    | 1    | 1    | -    | -    | -    | -    | -    |
| En negrilla el partido más votado                      |      |      |      |      |      |      |      |      |      |      |      |      |
| Fuente: Datos de las elecciones municipales desde 1979 |      |      |      |      |      |      |      |      |      |      |      |      |

### Alcaldía
| Periodo   | Nombre                                                 | Partido |
| --------- | ------------------------------------------------------ | ------- |
| 1979-1983 | Juan Antonio Alonso Sánchez 1981: Jesús Maeso Soberino | PSOE    |
| 1983-1987 | Julio Ming Jiménez                                     | PSOE    |
| 1987-1991 | Julio Ming Jiménez                                     | PSOE    |
| 1991-1995 | Pedro Casas Arellano                                   | PSOE    |
| 1995-1999 | Pedro Casas Arellano                                   | PSOE    |
| 1999-2003 | Domingo Bonillo Avi                                    | PSOE    |
| 2003-2007 | Alonso Martínez García                                 | PSOE    |
| 2007-2011 | Domingo Bonillo Avi                                    | PSOE    |
| 2011-2015 | Domingo Bonillo Avi                                    | PSOE    |
| 2015-2019 | Domingo Bonillo Avi                                    | PSOE    |
| 2019-2023 | Domingo Bonillo Avi                                    | PSOE    |
| 2023-act. | Domingo Bonillo Avi                                    | PSOE    |

## Monumentos
- Iglesia de la Inmaculada Concepción